# Ordzin
Ordzin – wieś w Polsce, położona w województwie wielkopolskim, w powiecie szamotulskim, w gminie Obrzycko.
W latach 1975–1998 wieś administracyjnie należała do województwa poznańskiego.